# America (album de Modern Talking)
Pour les articles homonymes, voir America.
Albums de Modern Talking
2000: Year of the Dragon
(2000) Victory
(2002)
Singles
America est le 10e album du groupe allemand Modern Talking sorti le 19 mars 2001.

## Pistes
1. Win the Race - 03:35
2. Last Exit to Brooklyn - 03:16
3. Maria - 05:28
4. SMS To My Heart - 03:17
5. Cinderella Girl - 03:34
6. Why Does It Feel So Good? - 04:05
7. Rain in My Heart - 03:47
8. Witchqueen of Eldorado - 03:55
9. Run to You - 04:47
10. America - 04:50
11. For a Life Time - 04:27
12. From Coast to Coast - 04:27
13. There's Something in the Air - 03:19
14. I Need You Now - 03:40
15. New York City Girl - 03:27
16. Send Me a Letter from Heaven - 03:54